# 大統領令14071号
大統領令14071（Executive Order 14071）、正式には「継続するロシア連邦の侵略への対応としてのロシア連邦への新規投資と特定サービスの禁止（Prohibiting New Investment in and Certain Services to the Russian Federation in Response to Continued Russian Federation Aggression）」は、ジョー・バイデン米大統領が2022年4月6日に署名した87番目の大統領令である。この大統領令の究極の目的は、ロシア連邦のウクライナに対する容赦ない暴力のために、ロシアへの投資と特定のサービスを制限することである。

## 規定
この大統領令は、どこに拠点を置いているかに関係なく、アメリカ人によるロシアへのすべての新規投資を禁止する。バイデン大統領はこの大統領令で「投資」という用語を定義していないが、米国財務省外国資産管理室（OFAC）はこれまでの文脈で、金銭またはその他の資産の約束や譲渡、または企業への融資やその他の信用供与を含むあらゆる取引を含むと広く解釈してきた。ローン、信用供与、仮定または保証、当座貸越、通貨スワップ、債券の購入、ローンの購入、買戻し契約の対象となる金融資産の売却、資金またはクレジットが借り手または受取人に譲渡または拡張される更新または借り換え、スタンドバイ・クレジットの発行、および既存の信用枠の縮小はすべてこの例である。
OFACはこれまで、商品やサービスの支払いの遅延を信用供与とみなしていた。この措置で部門に関係なく、ロシアへのすべての新規投資が禁止されることで、これまでのロシアのエネルギー産業への新規投資に対する制限が拡大することになる。ホワイトハウスのニュースリリースによると、民間部門のロシアからの流出が継続することを確実にするために、現在、すべてのロシアのビジネス部門で新規投資が禁止されている。大統領令は「新規」投資にのみ適用されるという事実にもかかわらず、ロシアで既存の事業を行っている当事者は、以前の投資に関連する活動がこの措置の目的の「新規」投資として認められないように注意を払う必要がある。